# Asticta strigosata
Asticta strigosata är en fjärilsart som beskrevs av W. Warren 1913. Asticta strigosata ingår i släktet Asticta och familjen nattflyn. Inga underarter finns listade i Catalogue of Life.